# Журавлик (газета)
«Журавлик» — всеукраїнська газета просвітницького характеру. Заснована у січні 1993 Харківським об’єднанням Всеукраїнського товариства «Просвіта». Виходить раз на місяць українською мовою; наклад 30 тис. прим. Поширюється в Україні й зарубіжжі.
Друкує матеріали для позашкільного читання учнів, вихователів, учителів, батьків.
Шпальти газети наповнюються матеріалами, наданими переважно дописувачами, серед яких учні шкіл, вчителі, студенти, письменники, журналісти, викладачі вузів, науковці, громадські діячі та інші читачі газети. Призначена для широкого кола читачів від школярів до науковців. Поширюється серед української діаспори за кордоном, зокрема США та Австралії.
Рубрики: «Сторінка для вчителів», «Сторінки історії», «Обрядові свята в Україні», «Сторінка для наймолодших “Сонечко”», «Заочна школа юних кореспондентів», «Пізнай себе й своїх предків», «Батьки і діти», «Новини–події–факти», «Люди і долі», «Порадниця», «Ваше дозвілля», «Оволодіваємо культурою мовлення», «Творчість наших читачів», «Листи й пропозиції».
Як додаток 1998–2000 щомісяця виходила газета «Джерельце» (наклад 1–10 тис. прим).
Засновник і головний редактор – Анатолій Кіндратенко (від 1992).
Газета виходить на 16 сторінках, спеціальні номери — на 24 сторінках. Обсяг газети: 2 друковані аркуші.
Адреса для листування: 61166, а/с 4328, м. Харків.